# Templo de Jokhang
El templo de Jokhang o monasterio de Jokhang es el más famoso de los templos budistas de Lhasa en el Tíbet. Es el centro espiritual de la ciudad y tal vez su atracción turística más famosa. Está considerado por la Unesco como Patrimonio de la Humanidad junto con el Palacio de Potala y el Palacio Norbulingka. 
El templo fue construido por el rey Songtsen Gampo, probablemente en 642. En origen su nombre fue Rasa Tulnang Tsuklakang. Tanto Bhirututi como Wencheng, las esposas nepalí y china del rey, aportaron como dote numerosas imágenes budistas que fueron instaladas en este templo. Jochan, junto con el templo de Ramoche, es uno de los primeros construidos en la ciudad así como uno de los más venerados ya que alberga una imagen de Jowo, el joven Buda que se dice fue esculpida en vida de Siddhārtha Gautama. 
Se trata de una construcción de cuatro pisos, con tejados cubiertos con azulejos de bronce dorado. El estilo arquitectónico está basado en el diseño vihara de la India que más tarde se transformó en una mezcla entre el estilo nepalí y el de la dinastía Tang. En el tejado se encuentra unas estatuas de dos ciervos dorados que flanquean una rueda de dharma.
El complejo del templo tiene numerosos altares y habitaciones decoradas. La sala principal de los edificios del templo alberga la estatua de Jowo. También hay estatuas del rey Songtsan Gambo así como de sus dos esposas. Durante la revolución cultural se destruyeron numerosas de estas esculturas que se han reconstruido utilizando en algunos casos partes rotas de las estatuas originales.
Frente al templo se encuentra una zona cerrada que contiene algunos sauces llamados Jowo Utra (cabello del Jowo) así como un pilar erigido por los chinos en 1793 durante una epidemia de viruela. En él está grabado el tratado sino-tibetano firmado en 822, hecho cumplir por el emperador Ralpacan. El texto incluye algunas medidas de higiene para prevenir la infección de viruela.

Templo de Jokhang
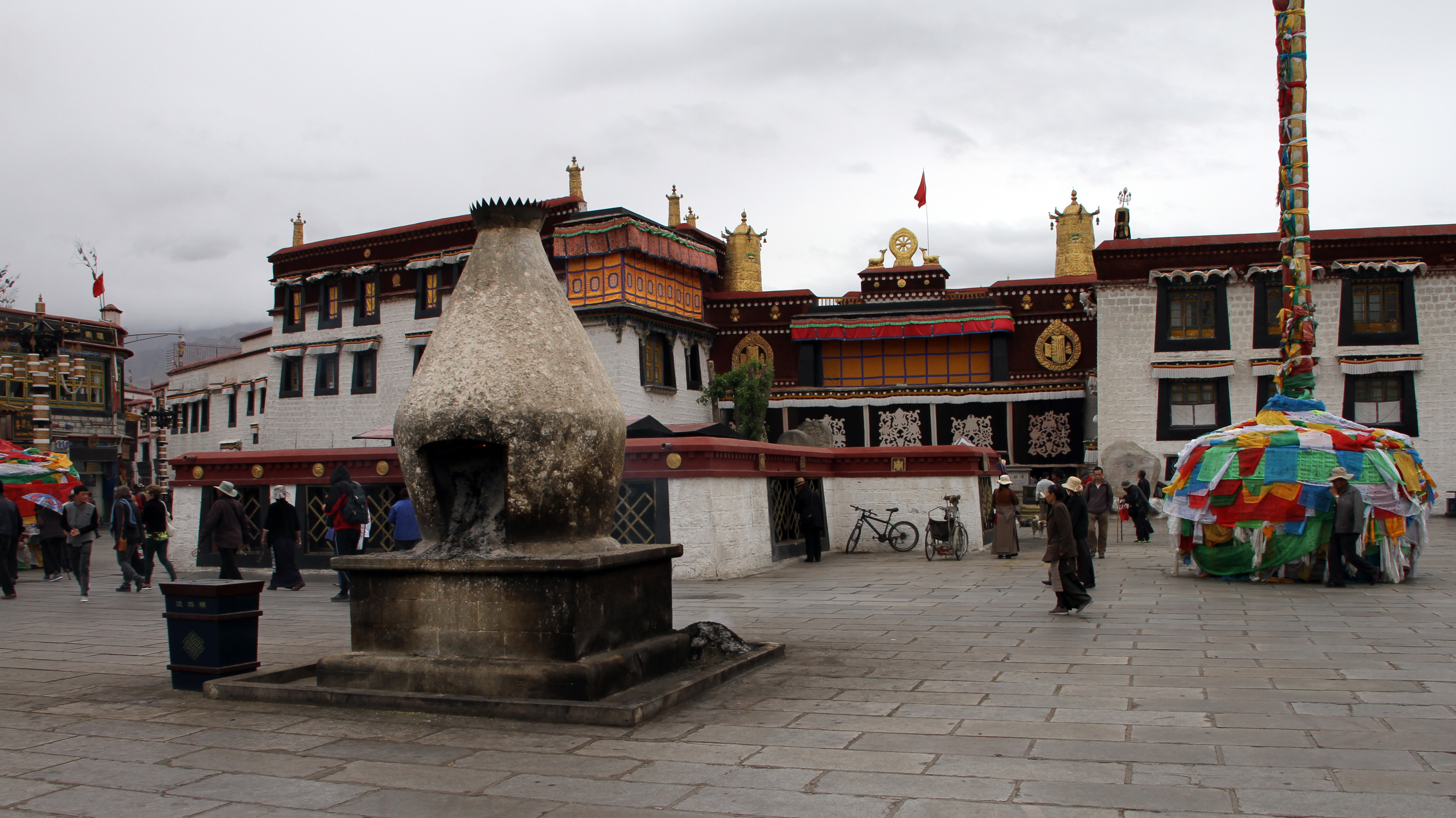
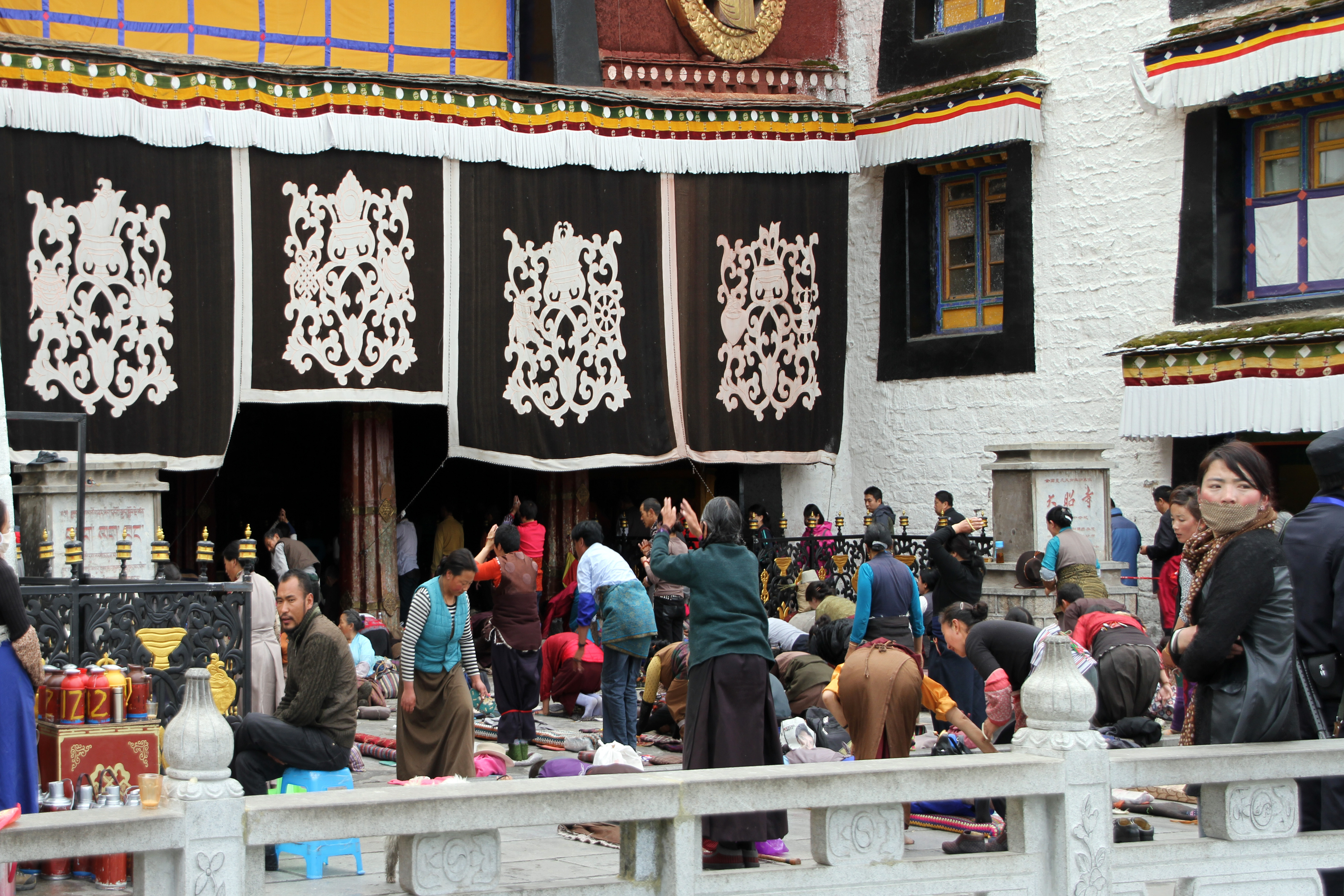
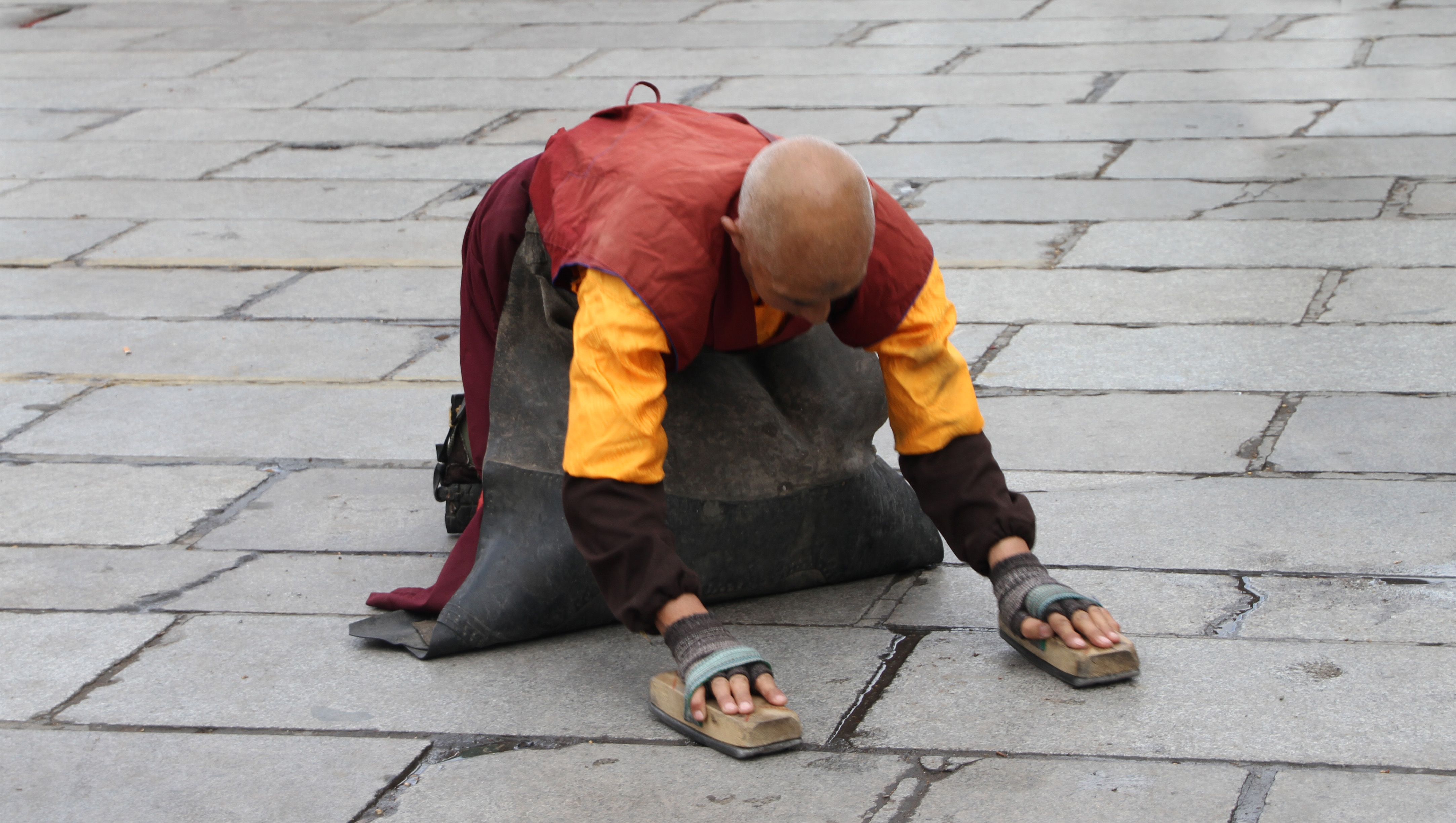
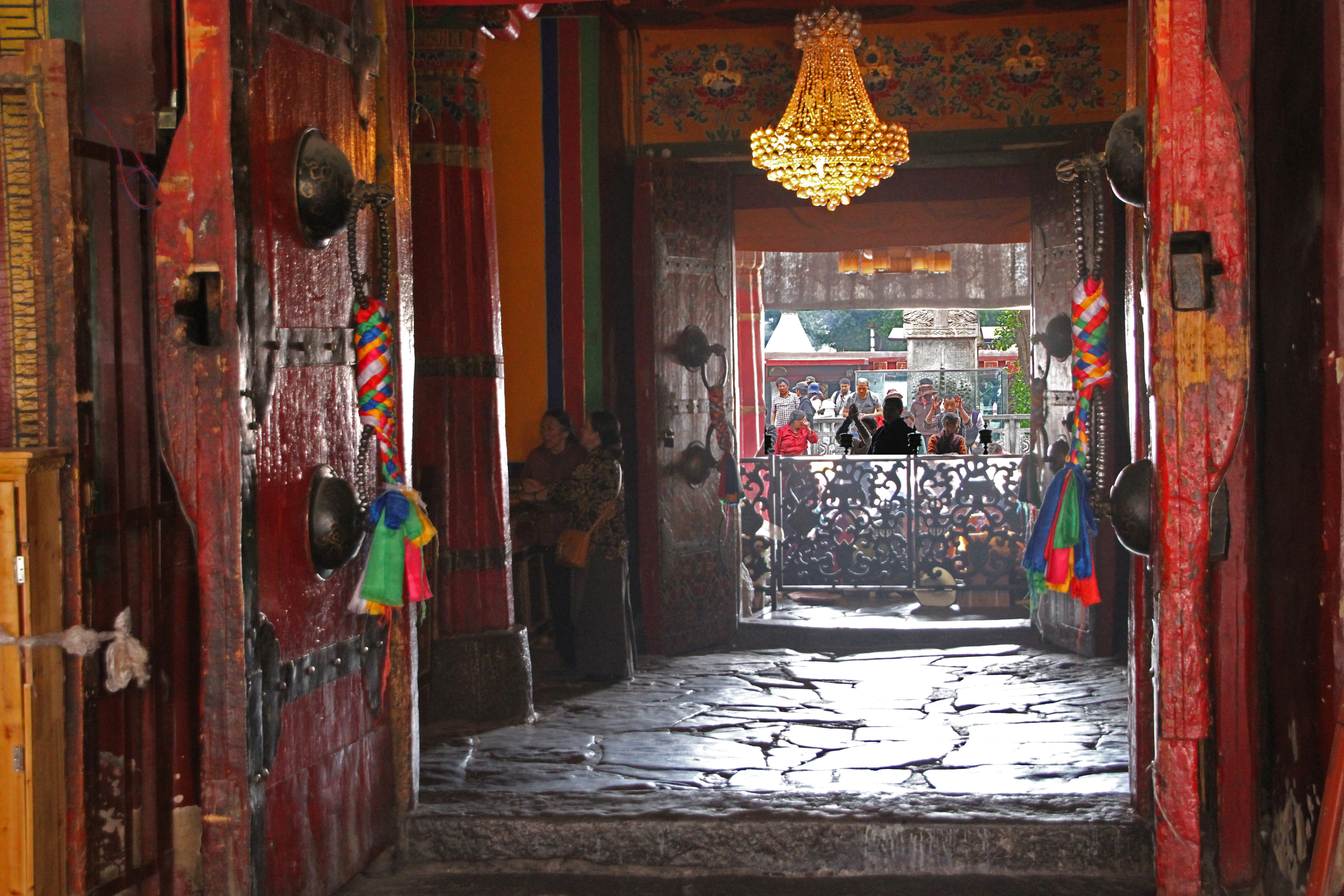
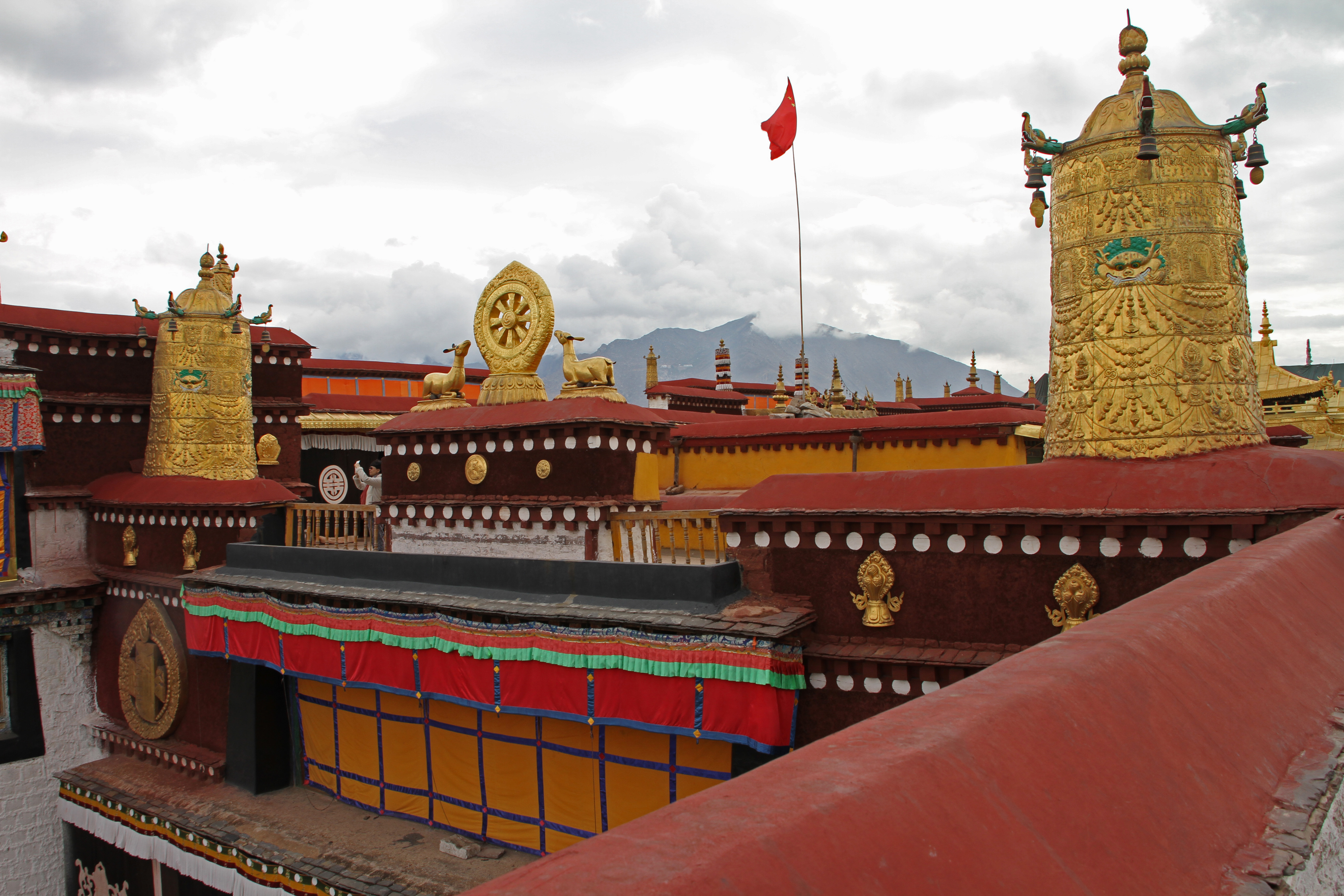
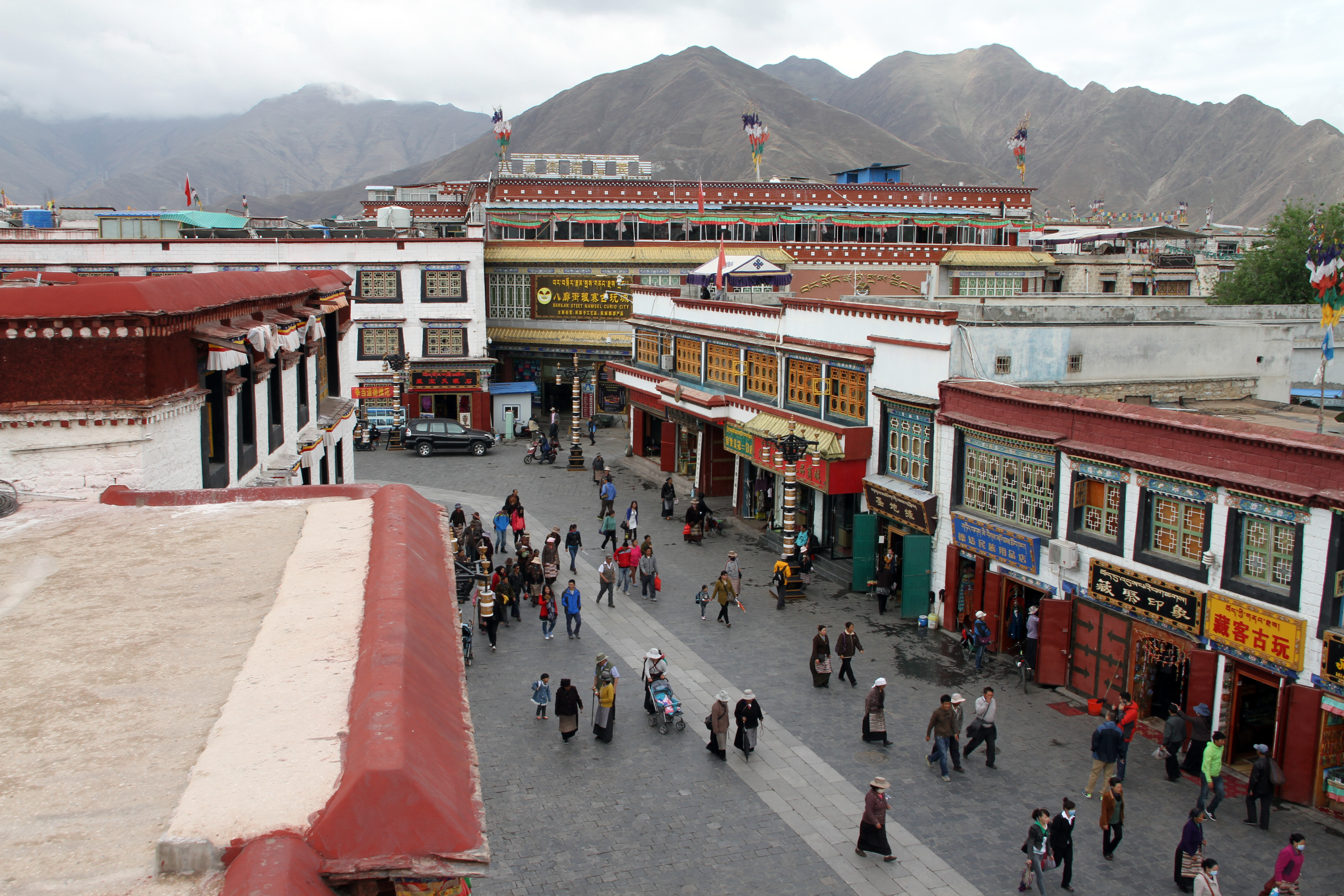